# Messeniska viken

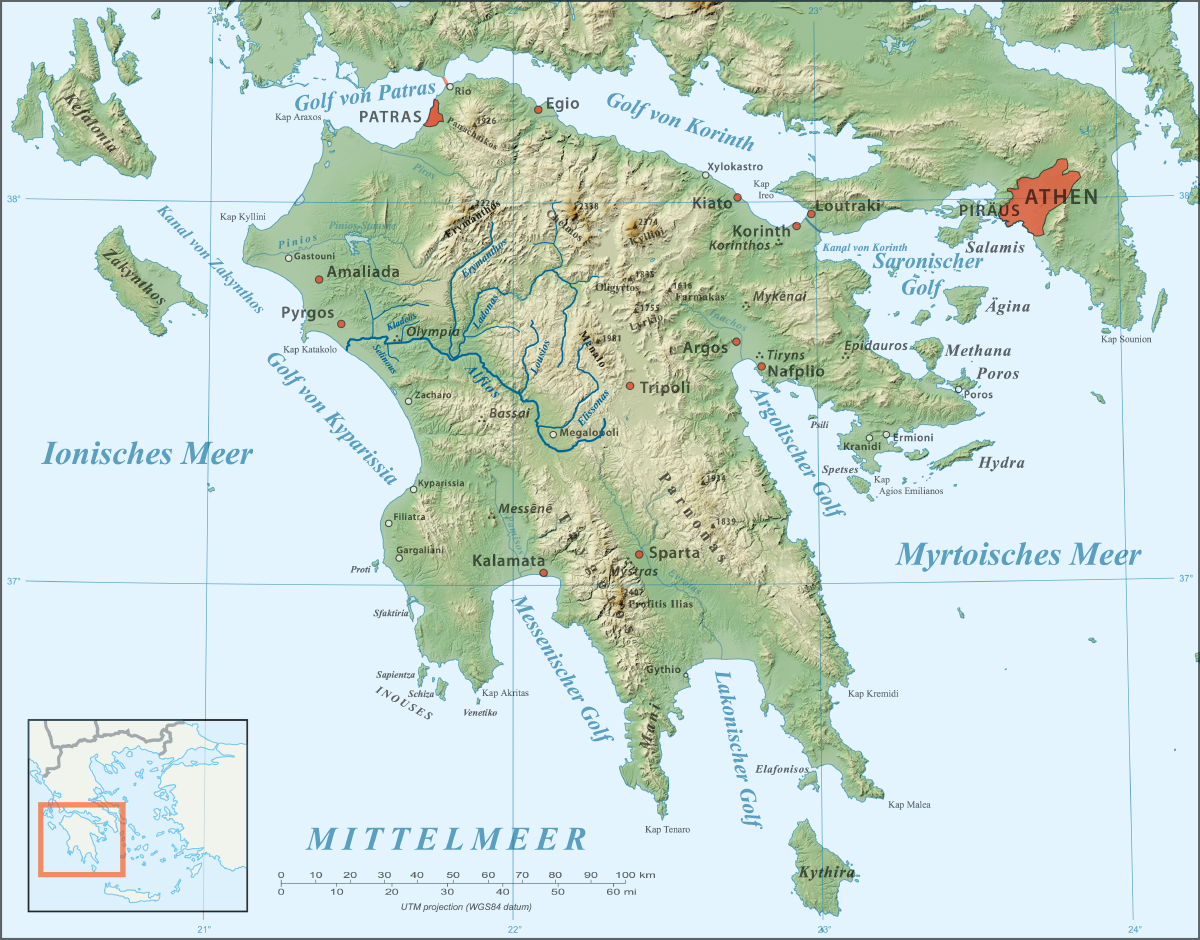
Karta över Peloponnesos, med Messeniska viken i sydväst

Messeniska viken eller Koroniviken (grekiska Μεσσηνιακός Κόλπος, Messiniakós Kólpos) är en havsvik i Joniska havet (en del av Medelhavet), som skär in i den grekiska halvön Peloponnesos, mellan landskapen Messenien och Lakonien. Den är den västligaste av de stora vikar som Medelhavet bildar på södra sidan av Peloponnesos, och begränsas av Kap Matapan och Kap Akritas. Längst in i viken ligger staden Kalamata.